# Les Chartreux (Lyon)
Pour les articles homonymes, voir Chartreux (homonymie).

Les Chartreux est un quartier situé dans le 1er arrondissement de la ville de Lyon, sur le plateau de la Croix-Rousse. 
La congrégation de l'ordre des Chartreux s'établit à Lyon au XVIe siècle.
Le nom des Chartreux est attribué à plusieurs lieux dans ce quartier :
- Église Saint-Bruno des Chartreux .
- Place des Chartreux.
- Impasse des Chartreux.
- Rue des Chartreux, cette rue monte depuis la montée des Carmélites jusqu'au boulevard de la Croix-Rousse.
- Le Jardin des Chartreux ou parc des Chartreux est un jardin public, situé sur le rebord sud du plateau de la Croix-Rousse.
- L'Institution des Chartreux se trouve dans les anciens bâtiments de la Chartreuse de Lyon, depuis 1850.

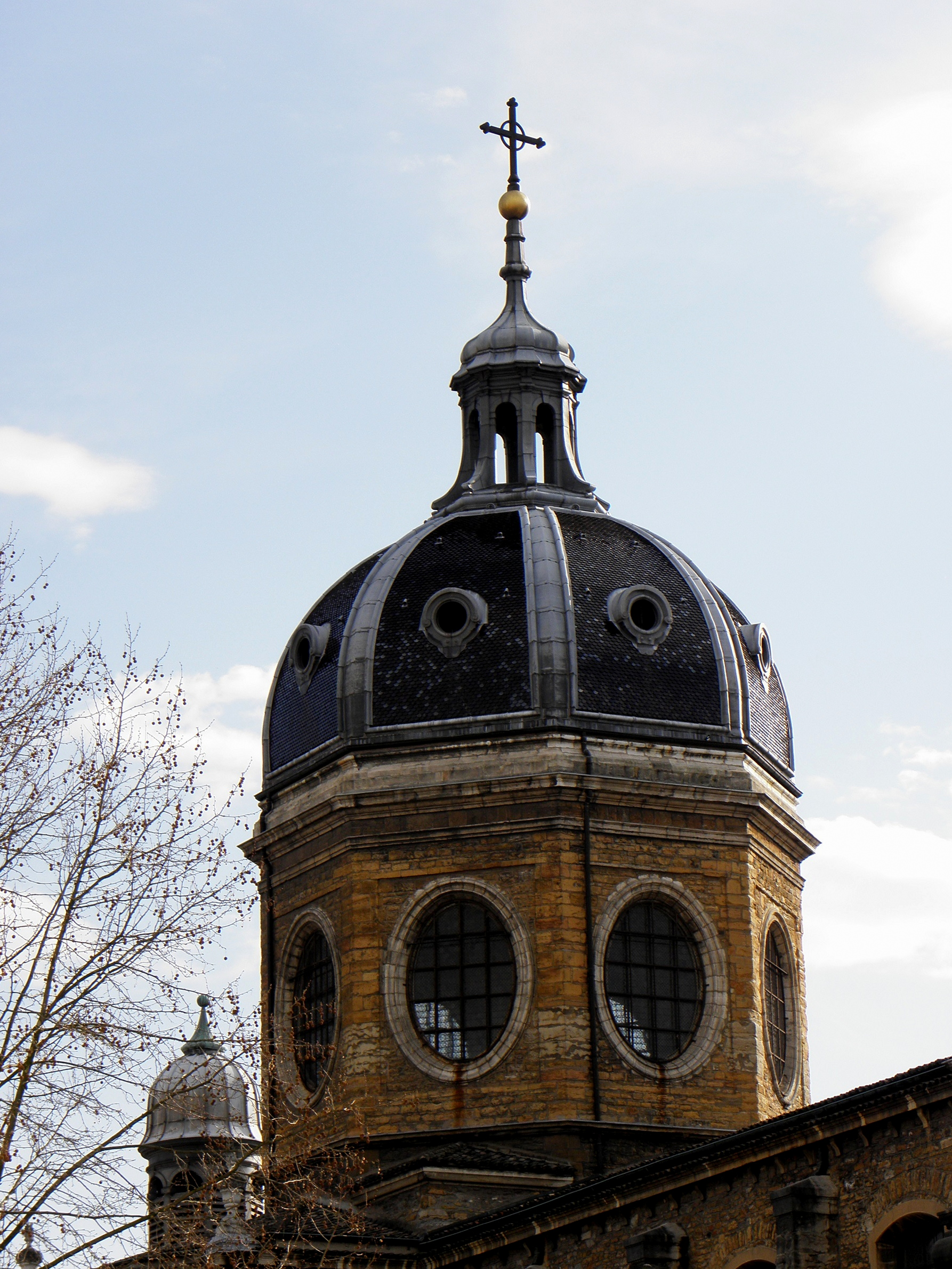
Dôme de Saint-Bruno-des-Chartreux
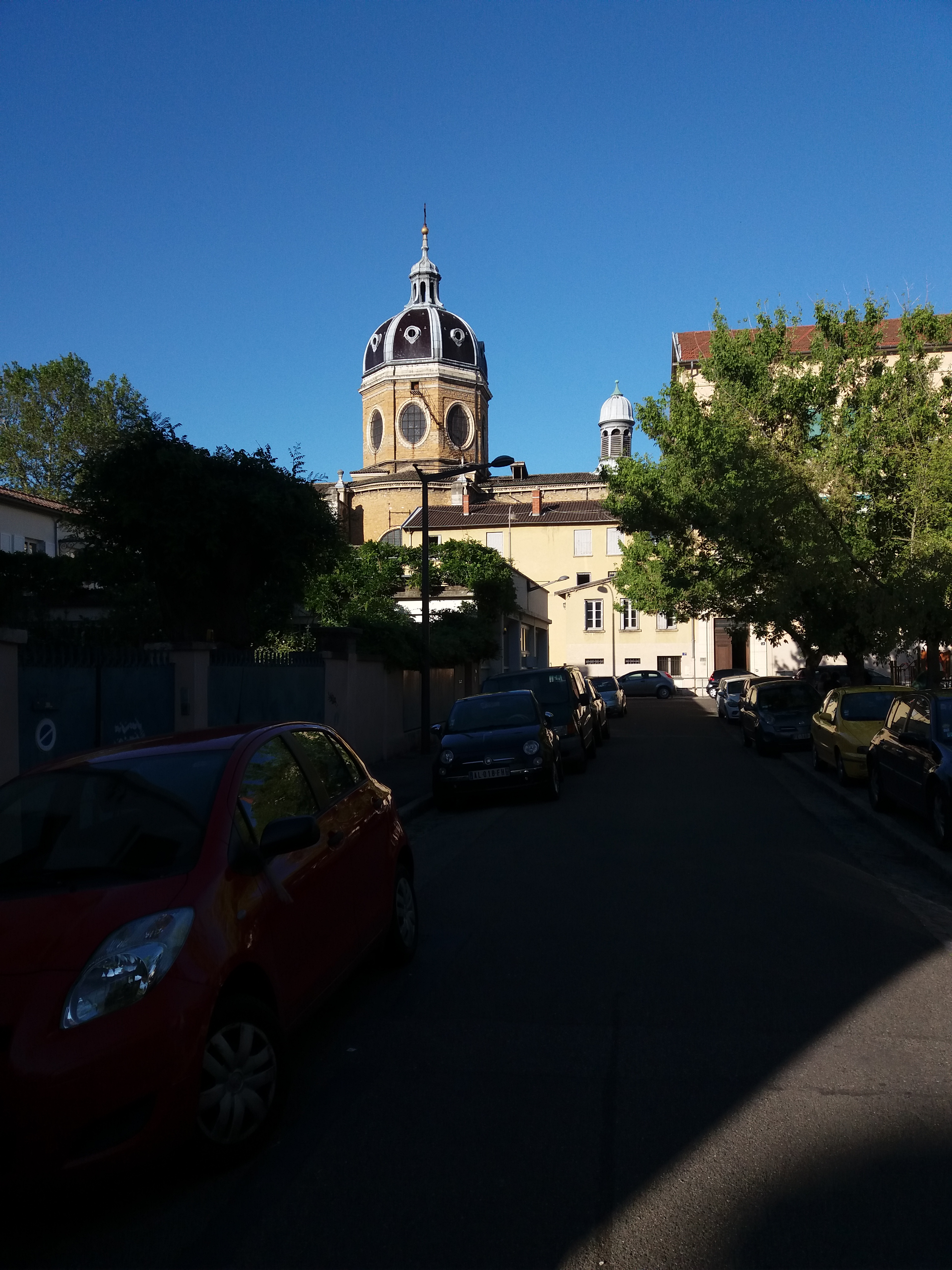
Église Saint-Bruno des Chartreux
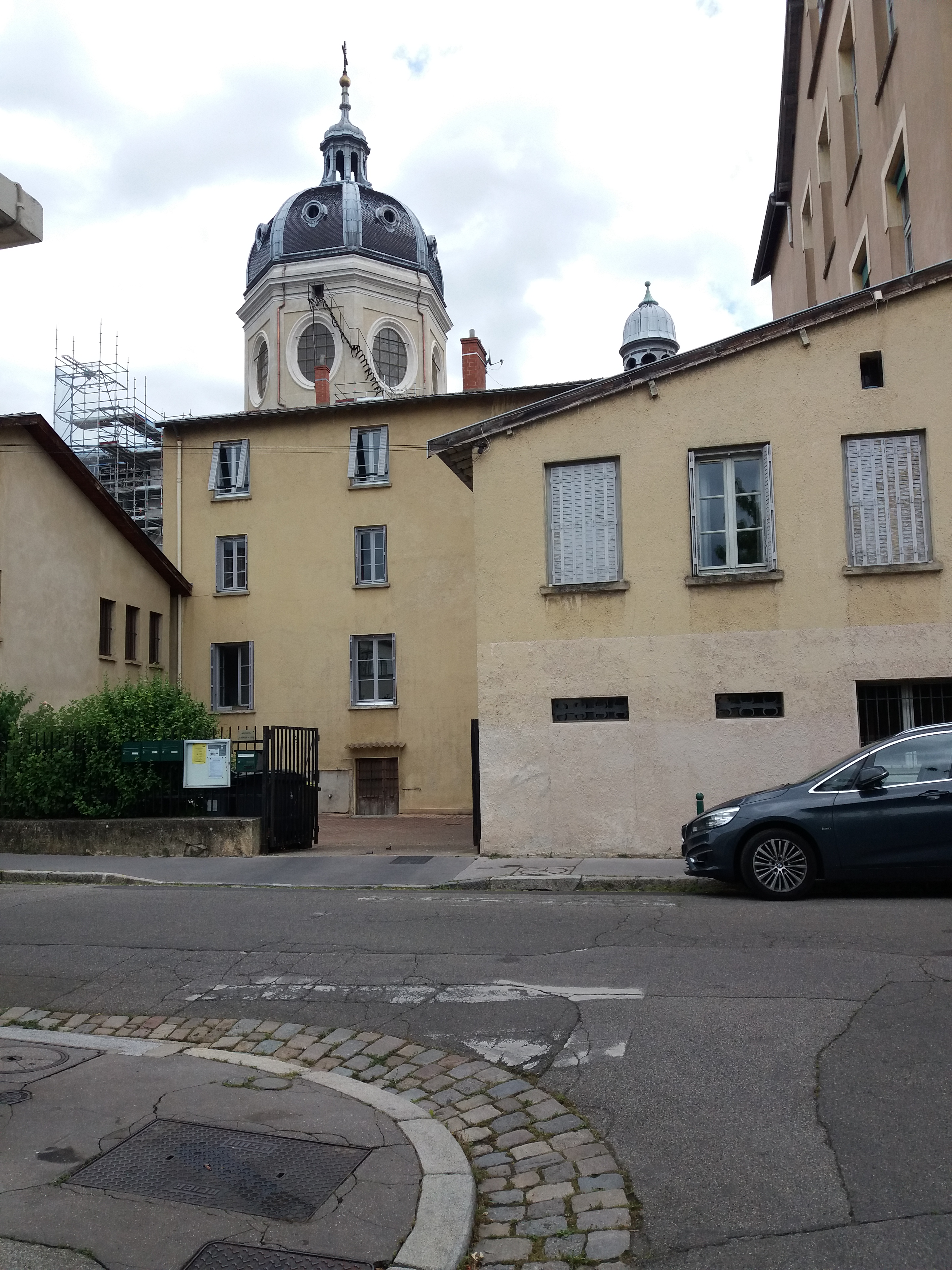
Place des Chartreux
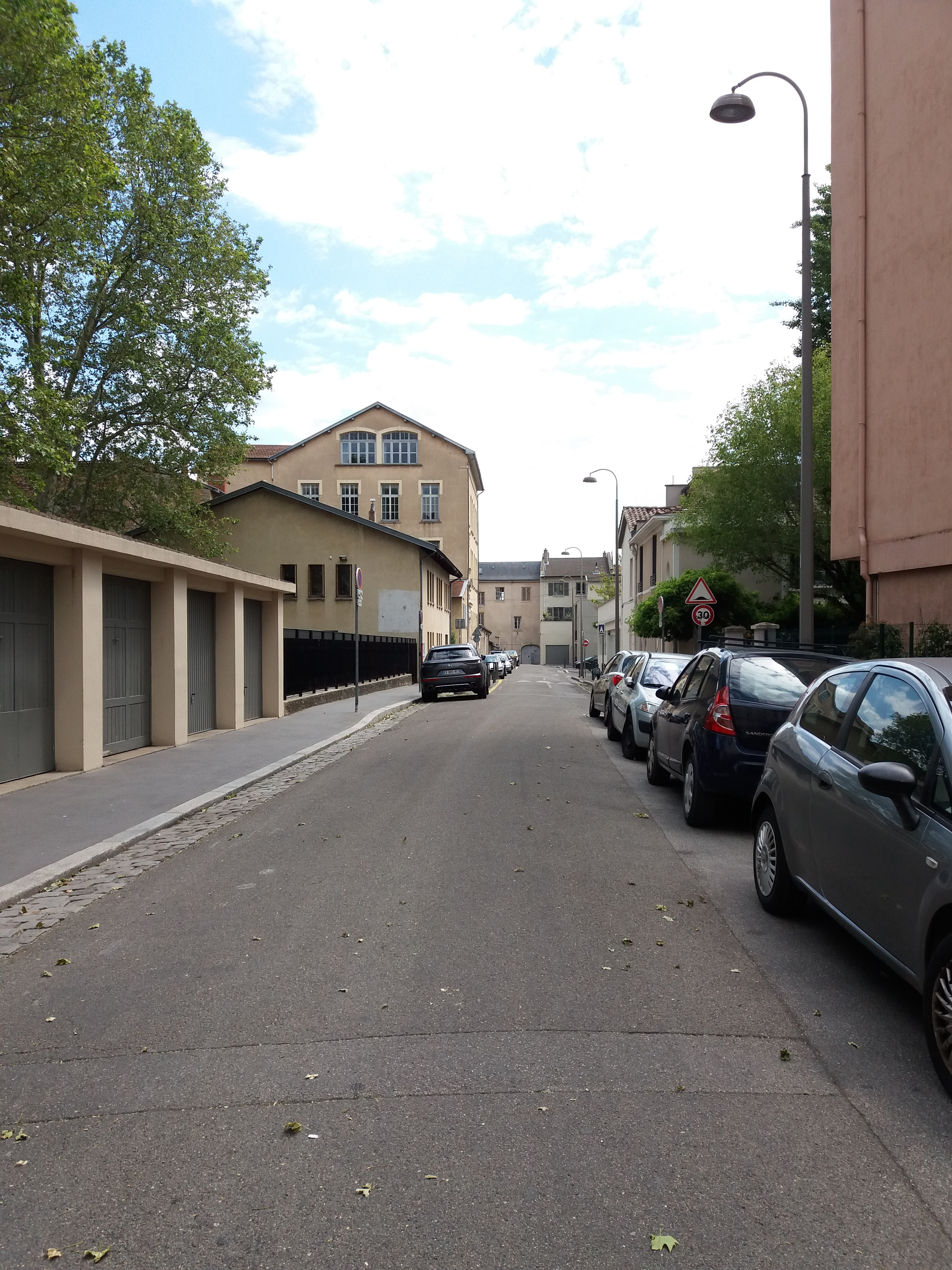
Impasse des Chartreux
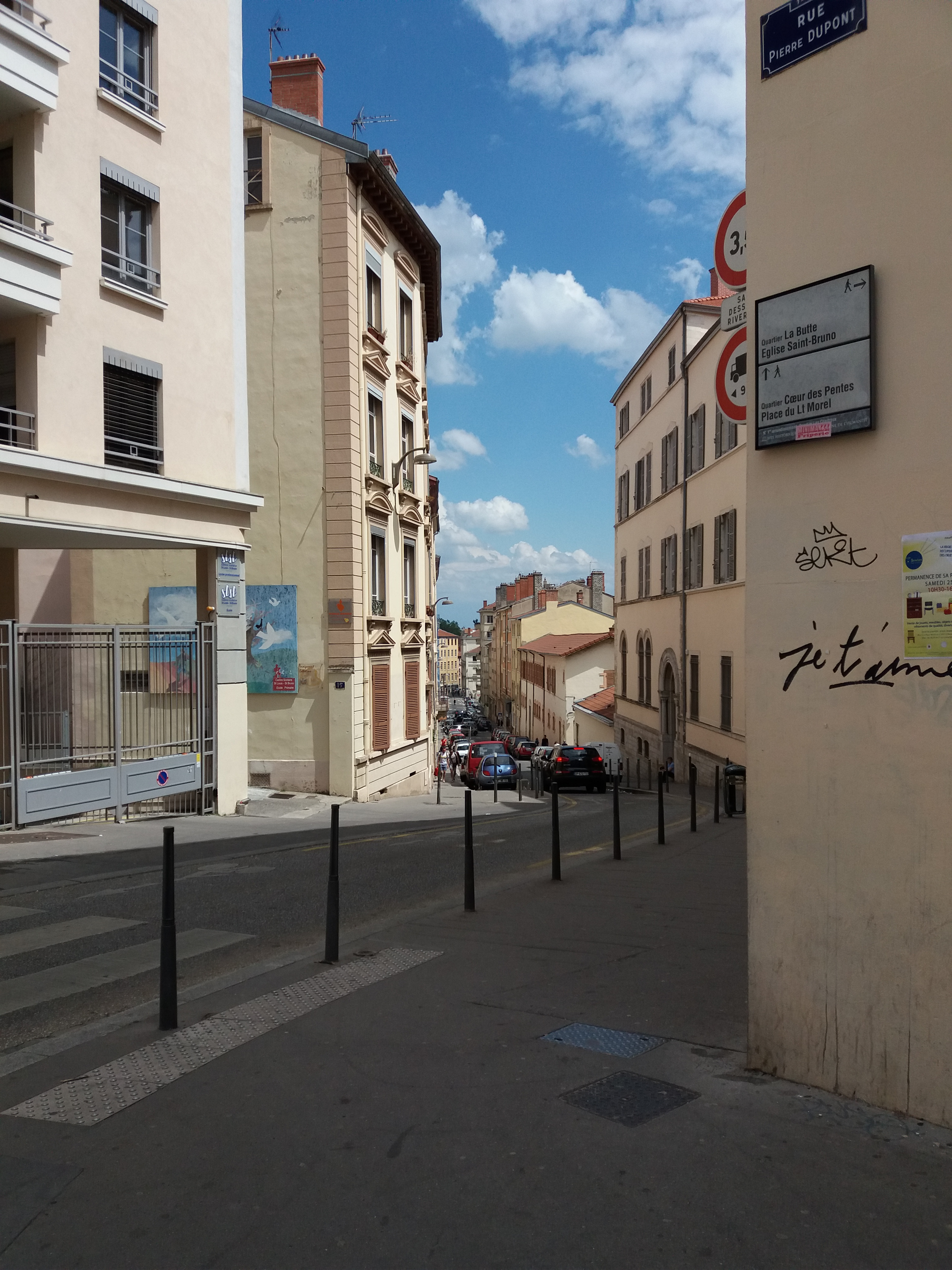
Rue des Chartreux
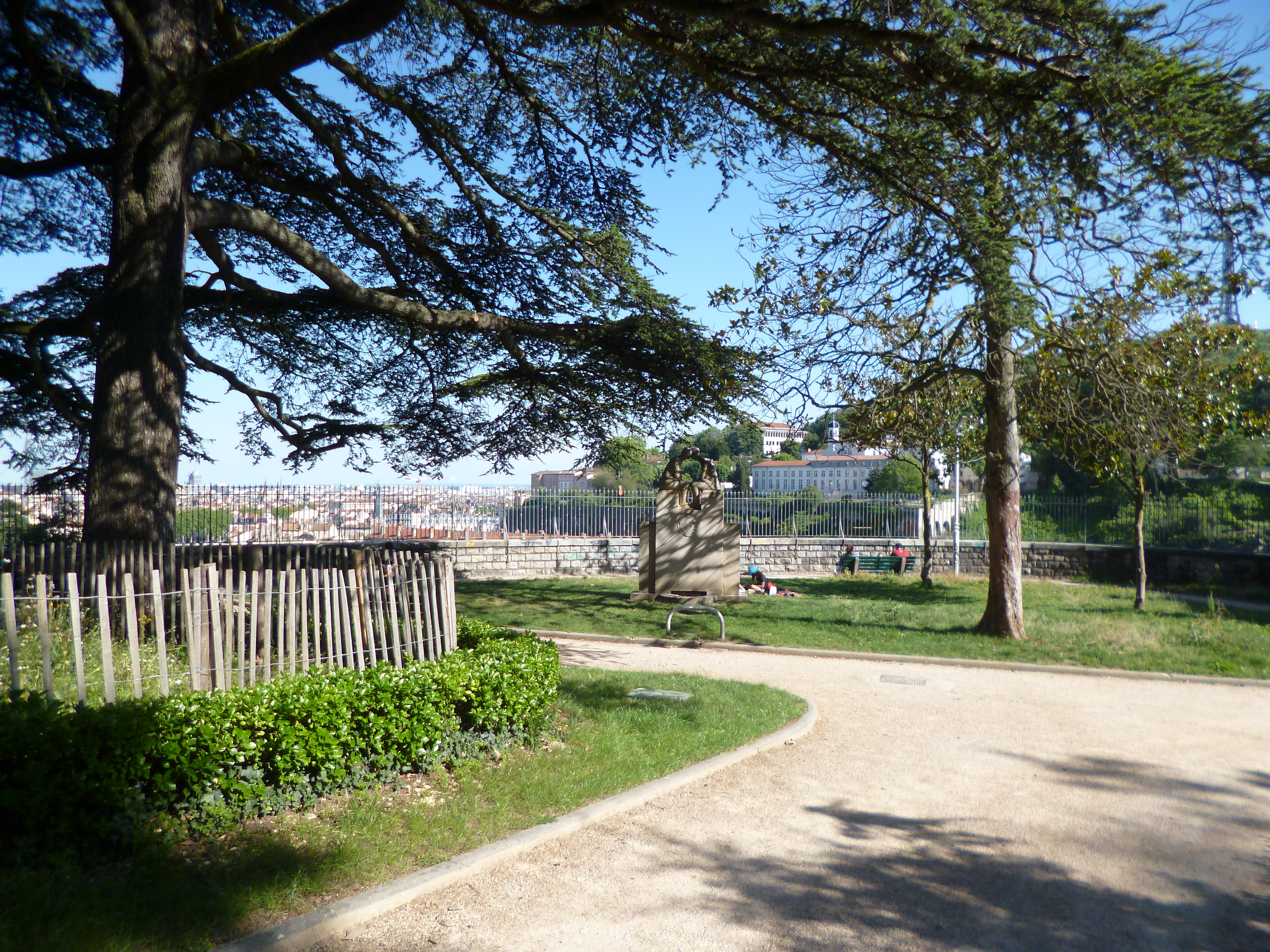
Jardin des Chartreux